# Tutmonda Esperantista Junulara Organizo

A TEJO, sigla para Tutmonda Esperantista Junulara Organizo, é o departamento da UEA (Associação Universal de Esperanto) destinado aos jovens esperantistas. O objetivo de tal órgão é informar os jovens sobre os problemas linguísticos e a resolução destes através do esperanto, utilizar do esperanto a serviço da juventude e instigar os membros à participação do movimento esperantista;
A organização possui "seções nacionais" em vários países.

## História
A TEJO começou como um grupo que consistia principalmente de professores de Esperanto. Dois professores holandeses, Elisabeth van Veenendaal e seu marido, organizaram uma reunião em 1938 em Groet, Holanda, para crianças de 10 países falantes do Esperanto: Encontro da Juventude. Nessa reunião, em 14 de agosto, nasceu a Organização Mundial da Juventude (TJO), com o objetivo de promover o Esperanto, organizar encontros internacionais e trabalhar em esperanto nas escolas. Em 1939 ocorreu a segunda reunião, na cidade belga de Tervuren (no entorno de Bruxelas). Então a TJO já tinha mais de 800 membros em 20 países.

## Atuação
A organização publica desde 1963 a revista Kontakto, de conteúdo sociocultural, lida por jovens e por estudantes de esperanto. Ela administra também, através de voluntários, o Pasporta Servo (Serviço de Passaporte), uma rede de hospedagem que funciona desde 1974 entre falantes de esperanto.
Anualmente a TEJO organiza seu Internacia Junulara Kongreso (IJK), ou Congresso Internacional da Juventude. Em 2018, o 74° IJK acontece em Badajoz (na Espanha).

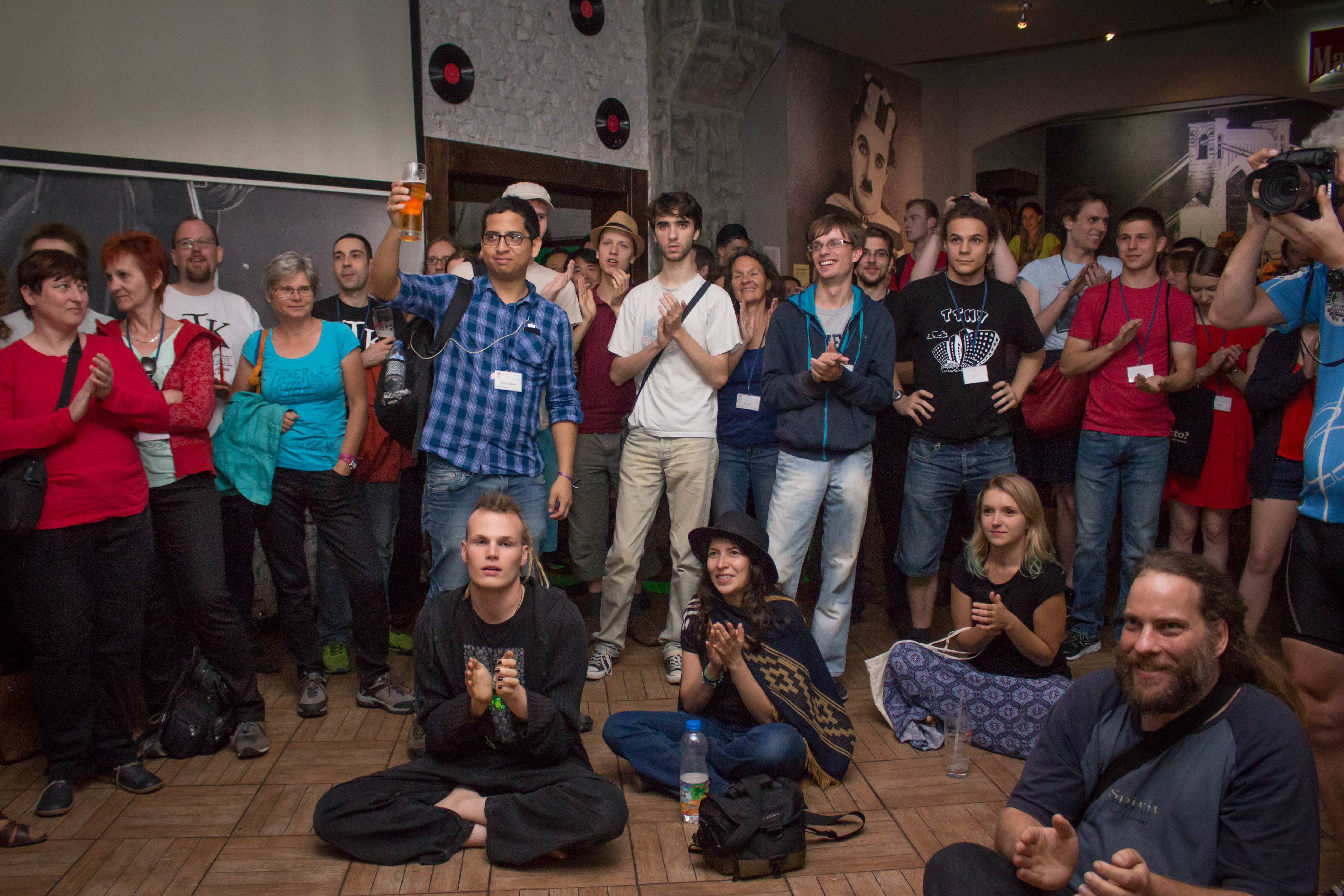
Congresso Internacional da Juventude organizado pela TEJO em Breslávia em 2016

Há décadas a organização se relaciona e colabora com redes juvenis internacionais, como o Fórum Europeu da Juventude (EYF), a International Coordination Meeting of Youth Organisations (ICMYO), a UNITED (Rede Europeia contra o nacionalismo, racismo, fascismo e em apoio a migrantes e refugiados) e a coordenação de juventude da Unesco . Para algumas ações realizadas, concorrem recursos também do Programa Erasmus da Comunidade Europeia.